# 朗蒂耶尔 (多姆山省)
朗蒂耶尔（法語：Rentières，法語發音：[ʁɑ̃tjɛʁ]）是法国多姆山省的一个市镇，属于伊苏瓦尔区。

## 地理
朗蒂耶尔（45°25'0"N, 3°5'55"E）面积15.59 平方千米，位于法国奥弗涅-罗讷-阿尔卑斯大区多姆山省，该省份为法国中南部省份，北起阿列省接壤，东临卢瓦尔省，南至上盧瓦爾省和康塔爾省，西接科雷兹省和克勒兹省。
与朗蒂耶尔接壤的市镇（或旧市镇、城区）包括：阿尔德、欧尼亚、拉沙佩勒马尔库斯、马德里亚、马祖瓦尔、圣埃朗。

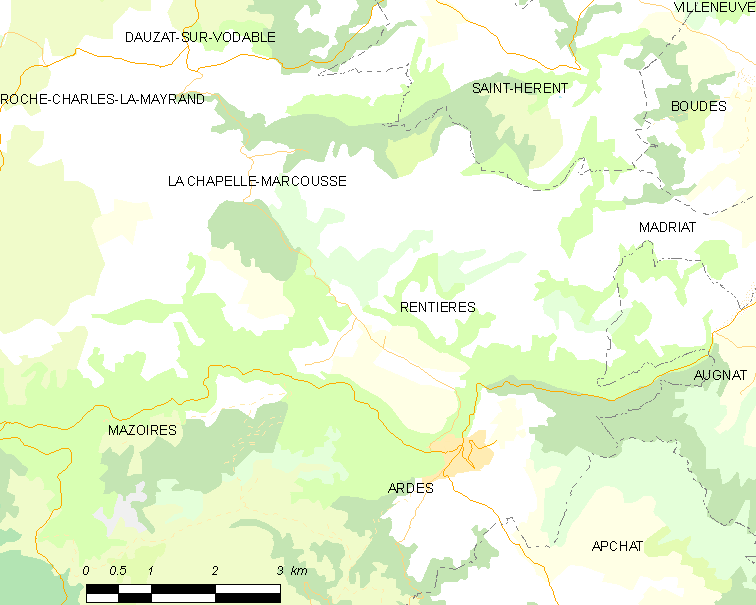
的OSM定位图

朗蒂耶尔的时区为UTC+01:00、UTC+02:00（夏令时）。

## 行政
朗蒂耶尔的邮政编码为63420，INSEE市镇编码为63299。

## 政治
朗蒂耶尔所属的省级选区为布拉萨克莱米讷县。

## 人口

1962-2008年间人口变化图示

朗蒂耶尔于2022年1月1日时的人口数量为102人。